# Kettinge Mølle
Kettinge Mølle er en hollandsk vindmølle, der ligger på Grønnegadevej 1.B i Kettinge på Lolland. Møllen er opført i 1891 og var i brug frem til 1947. 
I Kettinge Mølle kunne hestevogne køre ind i bygningen, så man kunne hejse sække op og ned gennem loftet ved hjælp af vindtrukne spil. Vingefang på 31 alen (19,5 m).

## Historie
Kettinge Mølles bygherre hed Chr. Erik Hansen og han drev møllen til sin død i 1924 hvorefter hans søn Christian Hansen overtog møllen. Han installerede en elektromotor og brugte derefter kun vingerne som supplement. I 1945 blev den overtaget af Kettinge-Bregninge Kommune. Siden er møllen blevet drevet via en fond. Produktionen ophørte i 1947. På nordsiden er opsat en mindetavle med et vers fra Grundtvigs sang om slaget ved Isted d. 25 juli 1850, formodentlig som et minde om trængslerne under 2. verdenskrig. Møllen blev renoveret i slutningen af 1970’erne, og har i 2012 fået genopsat sine vinger. Der er adgang for turister om sommeren.